# Dicranostigma erectum
Dicranostigma erectum är en vallmoväxtart som beskrevs av K. F. Günther. Dicranostigma erectum ingår i släktet klasevallmosläktet, och familjen vallmoväxter. Inga underarter finns listade i Catalogue of Life.

## Bildgalleri

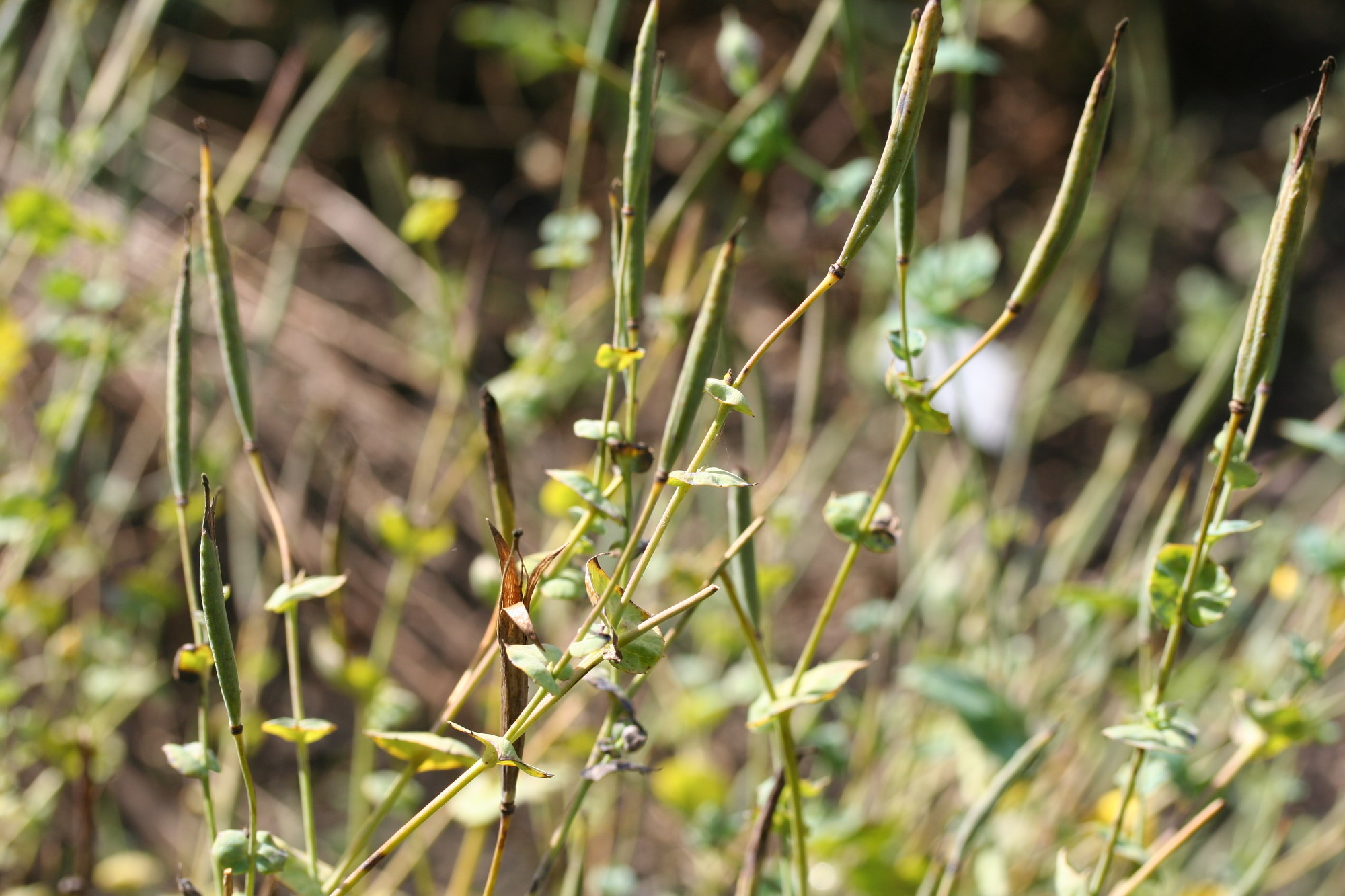
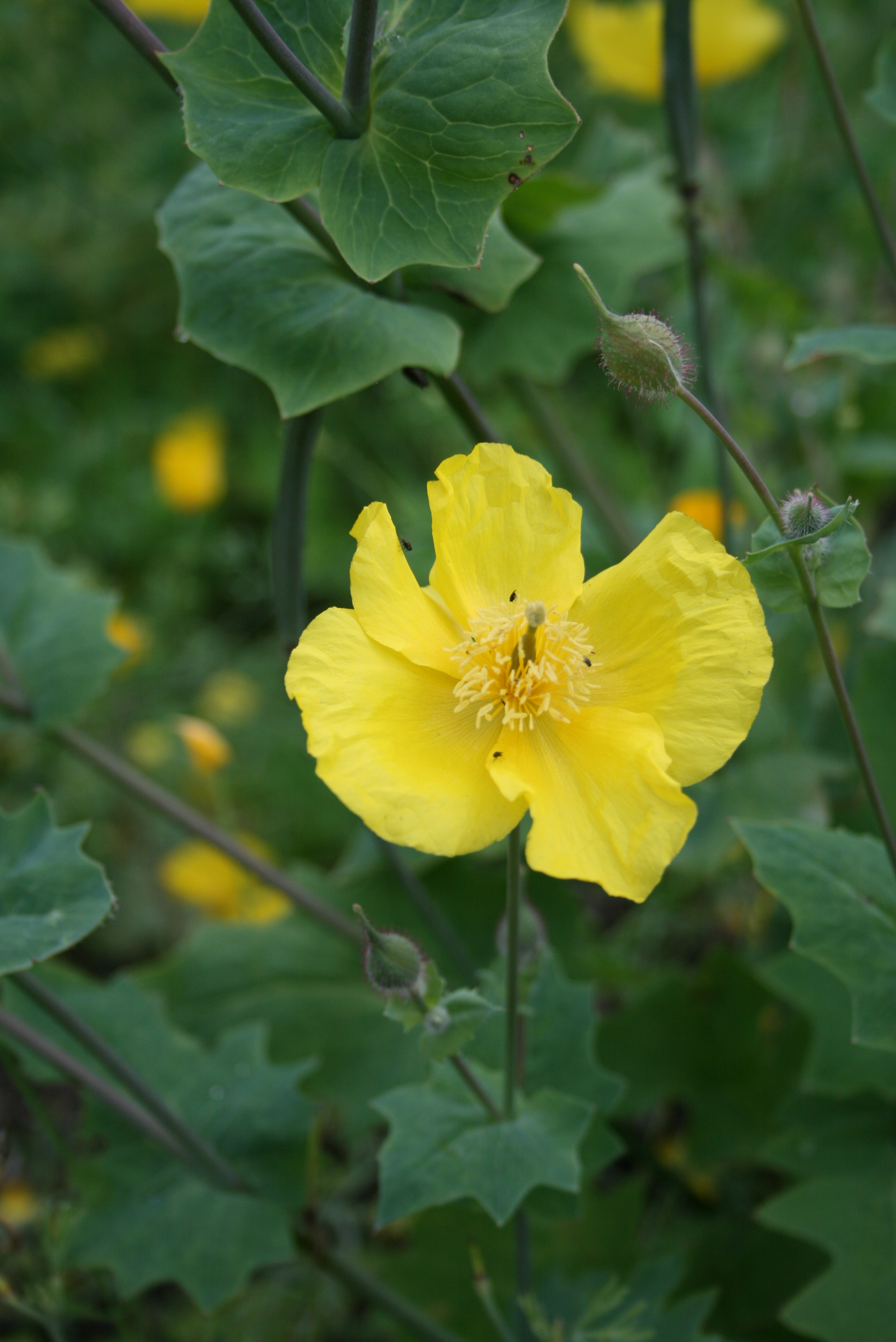
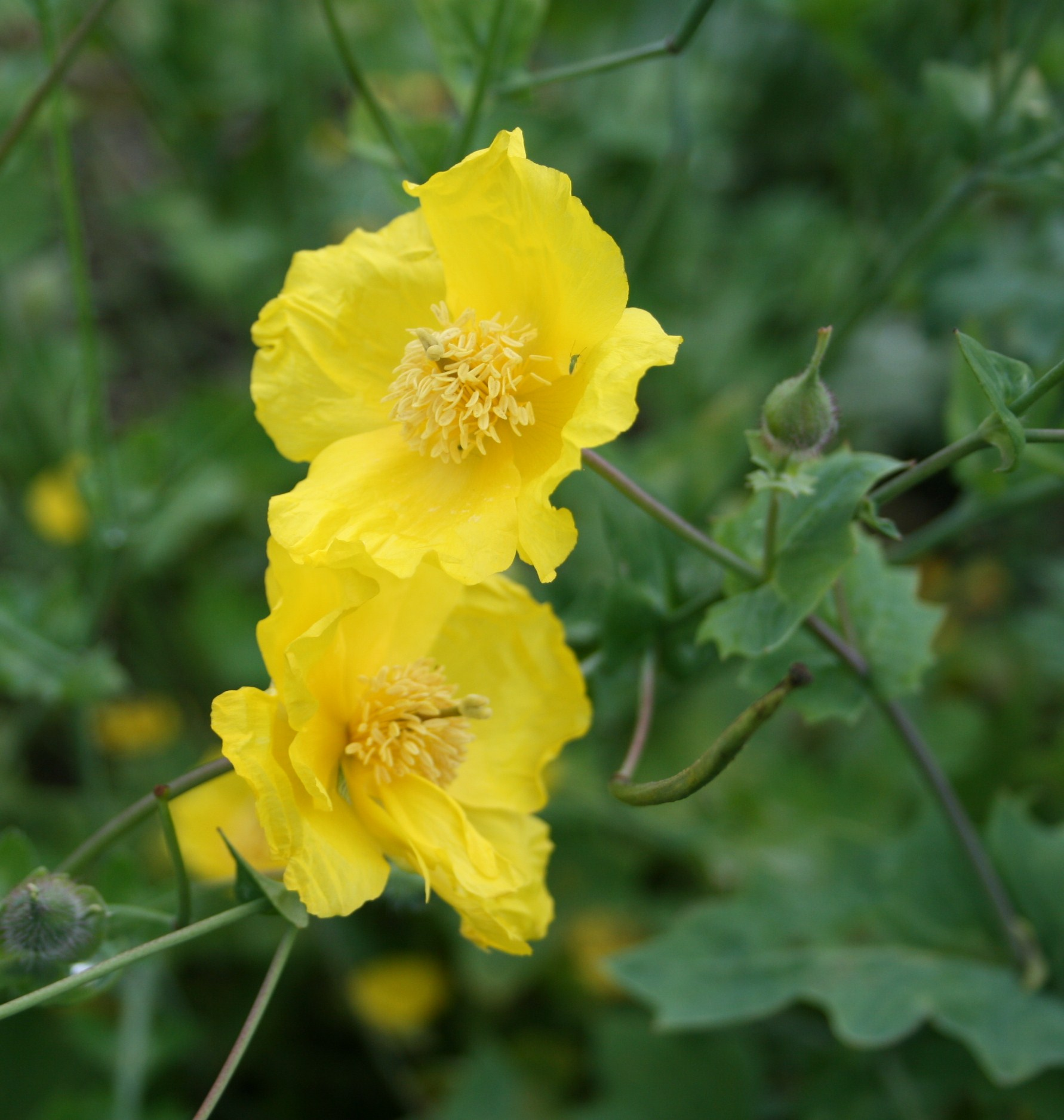